# 동로마-셀주크 전쟁

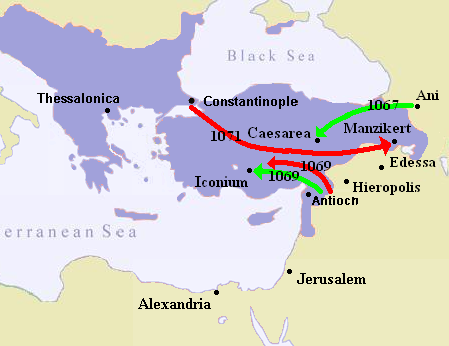

동로마-셀주크 전쟁 또는 비잔틴-셀주크 전쟁(Byzantine–Seljuk wars)은 중세 시대에 동로마 제국과 셀주크 제국 사이에 벌어진 일련의 전쟁이었다. 이들은 소아시아와 시리아의 세력 균형을 동로마에서 셀주크 왕조로 옮겼다. 중앙 아시아의 대초원에서 출발한 셀주크족은 수백 년 전 훈족이 유사한 로마 적에 맞서 사용했던 전술을 복제했지만 이제는 새로 발견된 이슬람 열정과 결합했다. 여러 면에서 셀주크는 레반트, 북아프리카 및 소아시아에서 라시둔, 우마이야, 아바스 왕조 칼리프조가 시작한 아랍-동로마 전쟁에서 무슬림 정복을 재개했다.
1071년 만지케르트 전투는 셀주크와의 전쟁에서 동로마에 맞서는 전환점으로 널리 알려져 있다. 이 전투로 아나톨리아는 터키인의 이주와 정착을 위한 길을 열었다. 동로마 군대는 1071년 이전에 터키의 정기적인 침입으로 인해 실패한 테마 시스템이 압도당하면서 품질이 의심스러웠다. 만지케르트 이후에도 소아시아에 대한 비잔티움의 지배는 즉각 끝나지 않았고 투르크인들이 적들에게 무거운 양보를 강요하지도 않았다. 투르크인들이 아나톨리아 반도 전체를 지배하기까지는 20년이 더 걸렸으며 그리 오래 걸리지도 않았다.
전쟁이 진행되는 동안 셀주크 투르크와 그 동맹국은 이집트의 파티마 왕조를 공격하여 예루살렘을 점령하고 제1차 십자군을 촉구했다. 동로마 제국에 대한 십자군 지원에는 배신과 약탈이 뒤섞여 있었지만, 제1차 십자군에서 상당한 이득을 얻었다. 만지케르트 이후 100년 이내에 동로마 제국은 소아시아 해안에서 셀주크 투르크족을 성공적으로 몰아냈고 그들의 영향력을 팔레스타인과 심지어 이집트까지 확장했다. 나중에 동로마는 더 이상 지원을 받을 수 없었고 제4차 십자군은 1204년에 콘스탄티노플을 약탈하기도 했다. 분쟁이 끝나기 전에 셀주크는 술탄국 자체가 점령될 때까지 약화된 니케아 제국에서 더 많은 영토를 차지했다. 몽골에 의해 점령되었고, 가지의 부상과 결정적인 동로마-오스만 전쟁으로 이어졌다.

## 같이 보기
- 아랍-동로마 전쟁
- 동로마-오스만 전쟁